# Energy (Alexandra Stan)
Energy è un singolo di Alexandra Stan pubblicato il 3 gennaio 2011 dalla Maan Studio solo per le radio rumene.
Venne poi pubblicato in formato "Download digitale" limitato solo in Romania con una seconda traccia come b-side, ovvero Take A Bow cover di un singolo della cantante Rihanna.
Successivamente il brano fu pubblicato in "Download digitale" anche nel resto del mondo dopo che la cantante divenne famosa a livello internazionale.
La canzone venne poi inserita anche nel suo album di inediti Saxobeats del 2011 ma fu rivisitata sia nel testo che nella musica che le fa sembrare due canzoni differenti ma che tengono comunque lo stesso ritornello, di fatto venne addirittura modificato il titolo e chiamata "Crazy".
Un online fan video per promozionarla fu realizzato durante alcuni momenti in cui la cantante faceva certi servizi fotografici in Romania e al mare, nel corso del 2010 e 2011.

## Tracce
Download digitale
1. Energy - 3:43
2. Take A Bow (cover) - 4:02